# マイク・ラッパー
マイク・ラッパー（Michael "Mike" Steven Lapper、1970年8月28日 - ）は、アメリカ合衆国の元サッカー選手、サッカー指導者。ポジションはディフェンダーである。
15年のキャリアの中のほとんどをスウィーパーとして、イングランド、ドイツ、アメリカでプレーした。1991年から1995年の代表チームでは44試合出場1得点、1992年のバルセロナオリンピックと1994年のワールドカップのメンバーである。

## 選手経歴

### ユースキャリア
ラッパーはユースキャリアをノース・ハンティントンビーチ・アンタッチャブルズで過ごした。そして、ハンティントンビーチのマリーナ高校を卒業した。1988年から1991年までカリフォルニア大学ロサンゼルス校(UCLA)で大学サッカーを戦った。1990年には全米体育協会(NCAA)選手権を制し、NCAA表彰の栄誉を得た。大学生活の中で、ラッパーは地元のウエスタンサッカーリーグ(WSL)所属のロサンゼルス・ヒートでも1998年から翌年にかけてプレーした。1989年にはWSLオールスターチームに選ばれている。

### アメリカ代表
ラッパーは1991年の韓国戦でアメリカ代表デビューを果たした。
1991年のパンアメリカンゲームズで金メダルを取り、翌年のバルセロナ五輪に参加、1995年のコパアメリカは4位で終えた。1993年、すべての試合をスウィーパーとしてプレーしたが、ボラ・ミルティノビッチ監督下でフラットに4人並べる戦術を採用したとき、ラッパーはアレクシー・ララスの前にベンチを温める日々となってしまった。しかし、1994年のワールドカップには代表チームに名を連ねた。チームはグループリーグを突破したところでブラジルに敗れ、ラッパーは1試合の出場も叶わなかった。
彼は1994年末と翌1995年に数試合出場したが、1995年8月16日のスウェーデン戦で代表の最終試合を終えた。彼の代表成績は44試合1得点だった。

### 欧州クラブ
ラッパーは1994年にプロキャリアをスタートし、ドイツ2部リーグのVfLヴォルフスブルクに1995年まで所属した。特筆すべきは、彼はデビュー戦でゴールを決めたことだ。ラッパーの使いどころを模索したエックハルト・クラウツン監督の指揮下でスターティングメンバーを続けていたが、監督は解任となってしまい、ラッパーは当時の欧州における多くのアメリカ人選手と同じように試合に出ることができるポジションを探さねばならなくなった。新しい監督、ゲルト・ローゲンザックはアメリカ人選手には目もくれず、ベンチにすら入ることができなくなった。クラウツン監督が解任されたとき、ヴォルフスブルクは2部リーグの1位の座にいたが、シーズン終焉までに4位に転落し、1部リーグ(ブンデスリーガ)への昇格に失敗した。1995年にラッパーは移籍を志願し、イングランド1部リーグ(実質2部リーグ)のサウスエンド・ユナイテッドに10万ポンドで移った。その時、サウスエンドはプレミアリーグへの昇格へ力を入れていたものの、1997年には降格を喫し、ラッパーはサウスエンドを去り、メジャーリーグサッカー(MLS)と契約した。しかしながら、彼は最後の悪あがきをイングランドサッカー界でしようと、ハリファックス・タウンと契約し、1999年後半に契約したが、成功したとは言えず、すぐにアメリカへと戻っていった。

### メジャーリーグサッカー
ラッパーがMLSと契約したとき、リーグは1997年6月にコロンバス・クルーに配した。コロンバスにいる間、スタメン99試合を含む110試合に出場し、5ゴール、10以上のアシストをし、2002年に引退した。

## 引退後
選手生活にピリオドを打ったラッパーは、最終所属クラブのコロンバス・クルーのフロント入りし、サッカービジネス部門のダイレクターとなり、施設の拡充、サッカークリニックやアカデミー部門に尽力した。2005年シーズンの間、彼はコーチングスタッフにも入った。2013年のMLSシーズンの後、クラブを後にし、ウエストバージニア大学サッカー部のスタッフ入りした。